# Simone Schmollack

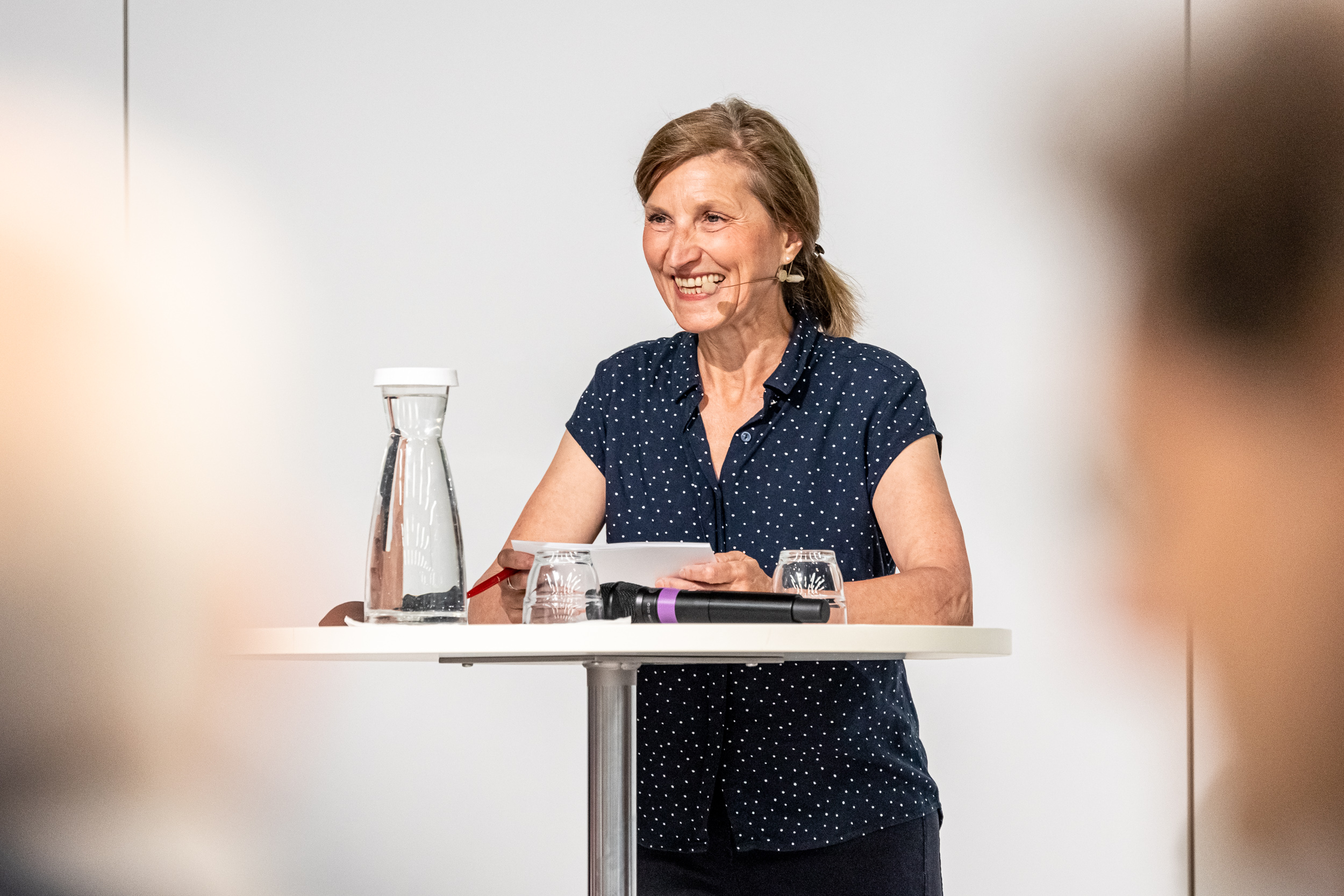
Simone Schmollack, 2023

Simone Schmollack (* 1964 in Ost-Berlin) ist eine deutsche Journalistin und Autorin. Von 2017 bis 2018 war sie Chefredakteurin der Wochenzeitung der Freitag.

## Leben
Schmollack studierte von 1984 bis 1989 Germanistik und Slawistik in Leipzig und Smolensk sowie Journalistik an der Freien Universität Berlin. Ab 1990 arbeitete Simone Schmollack bei verschiedenen Printmedien u. a. Junge Welt, Neue Zeit, Neues Deutschland. Von 2009 bis 2017 war sie Redakteurin der taz. Ihre Themenschwerpunkte sind Frauen, Familie, Gender, Soziales und Ostdeutschland. Zuletzt war sie dort als stellvertretende Leiterin des Inland-Ressorts tätig. Von Dezember 2017 bis August 2018 war sie Chefredakteurin der Wochenzeitung der Freitag. Seit Mai 2019 arbeitet sie wieder bei der taz, bis Oktober 2019 als Niedersachsen-Korrespondentin, seitdem wieder in der Zentralredaktion, seit Februar 2020 als Leiterin der Regie, dem Nachrichtendesk der taz. Im Frühjahr 2024 hat sie die Leitung des Meinungsressorts übernommen.

## Bücher
- Und er wird es wieder tun – Gewalt in der Partnerschaft., Westend Verlag 2017, ISBN 3-86489-163-9[8]
- Damals nach der DDR: Geschichten von Abschied und Aufbruch. Aufbau Verlag 2010 (mit Katrin Weber-Klüver), ISBN 978-3-351-02722-3[9]
- Kuckuckskinder, Kuckuckseltern. Mütter, Väter und Kinder brechen ihr Schweigen. Schwarzkopf & Schwarzkopf 2008, ISBN 3-89602-817-0[10]
- Deutsch-deutsche Beziehungen. Geschichten von der Liebe zwischen Ost und West. Schwarzkopf & Schwarzkopf 2005, ISBN 978-3-89602-673-6[11]
- Ich wollte nie so werden wie meine Mutter. Schwarzkopf&Schwarzkopf 2004, ISBN 3-89602-483-3[12]
- Ich bin meines Vaters Sohn. Geschichten von Männern zu einer ganz besonderen Beziehung. Schwarzkopf & Schwarzkopf 2003, ISBN 3-89602-429-9[13]
- Ich will Leidenschaft. Geschichten von Dreißigjährigen über Liebe, Lust und Leidenschaft. Schwarzkopf & Schwarzkopf 2002, ISBN 3-89602-837-5[14]
- Simone Schmollack: Sexikon. Pendragon, Bielefeld 1994, ISBN 978-3-923306-95-4 (153 S.).